# Reformierte Kirche Scuol

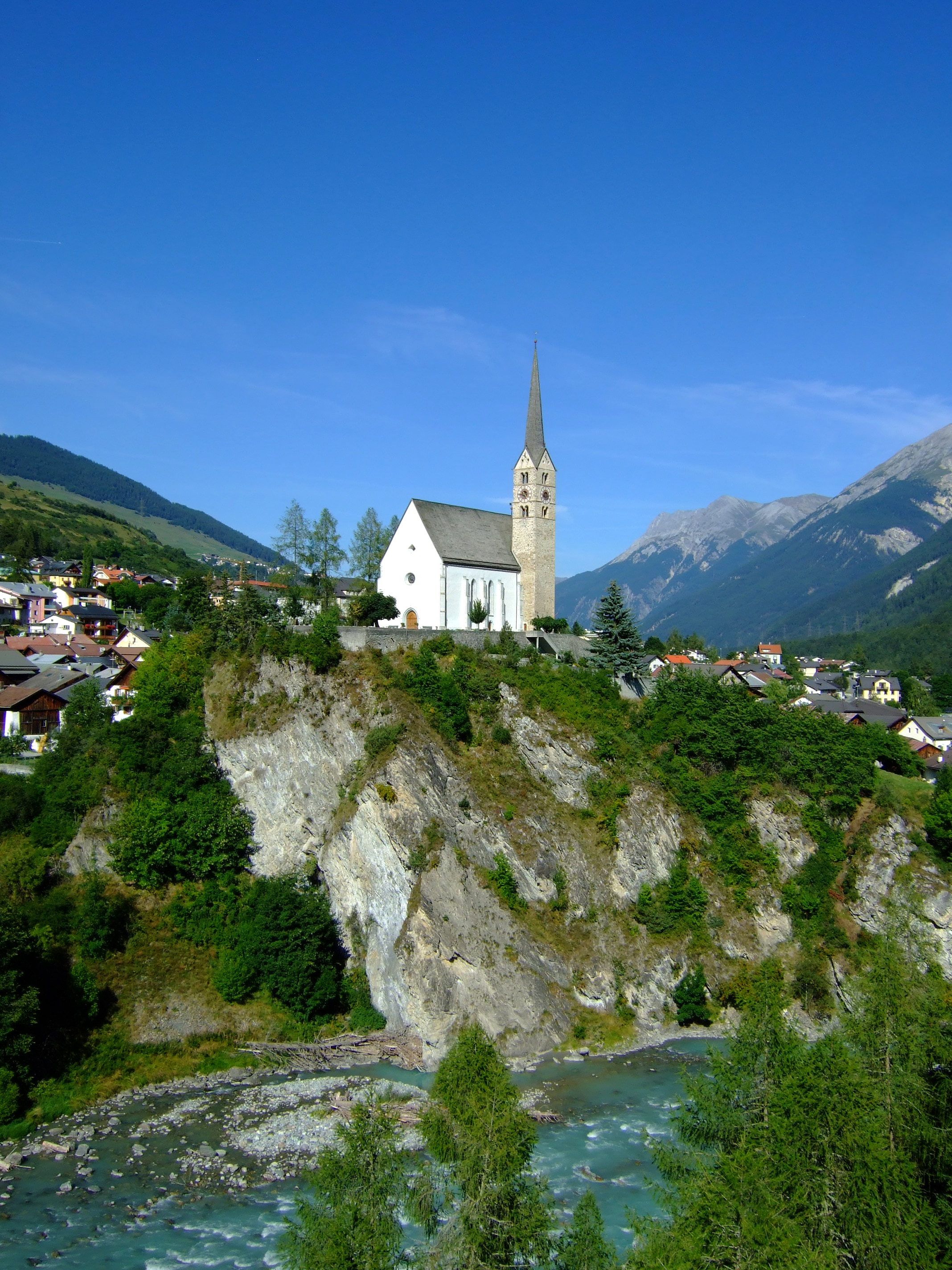
Reformierte Kirche, an exponierter Lage über dem Inn

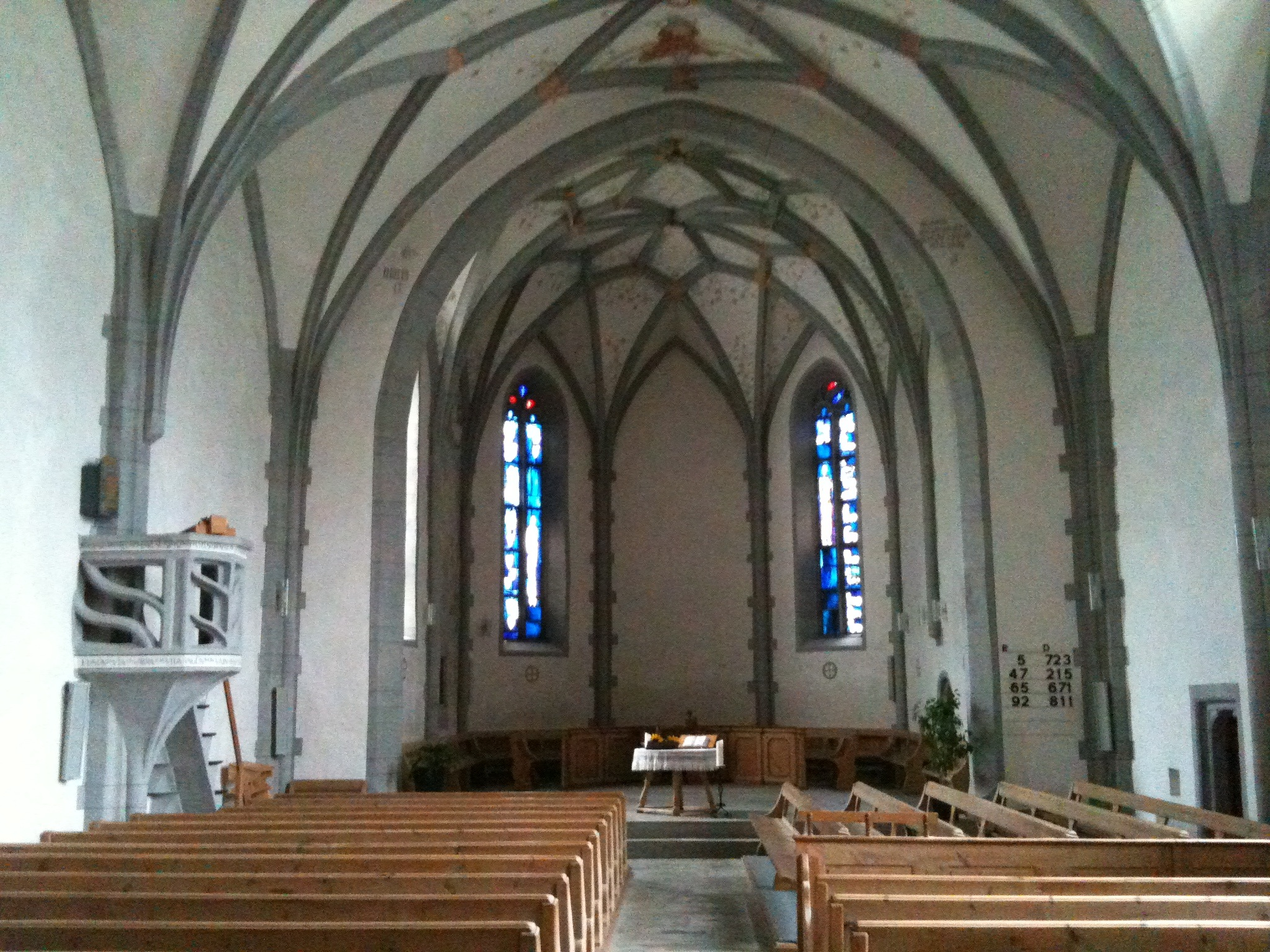
Innenansicht

Die reformierte Kirche in Scuol im Unterengadin ist ein evangelisch-reformiertes Gotteshaus, das ursprünglich dem heiligen Georg geweiht war und 1178 ersturkundlich erwähnt wurde. Ihr überkommener, allerdings in der Alltagssprache nicht geläufiger Name ist darum St.-Georgs-Kirche (rätoromanisch Baselgia San Geer).

## Geschichte und Ausstattung
Die Kirche liegt direkt am Felsabhang (Scuol hängt etymologisch mit dem lateinischen scopulus = «Felsvorsprung» zusammen) zum Inn hinab. Eine karolingische Vorgängerkirche an gleicher Stelle brannte 1258 ab.
Eine romanische Kirche diente in einer Zwischenzeit als Gotteshaus, bis Anfang des 16. Jahrhunderts Bernhard von Puschlav den Auftrag zur Errichtung einer gotischen Kirche erhielt.
Um das Jahr 1530 schloss sich Scuol der Reformation an, so dass die Georgskirche zu einer Predigtkirche wurde.
Die Scuoler Kirche hat ein Langhaus mit einem einheitlichen Schiff. Der Chor ist dreigliedrig gestaltet. Die Kirchenfenster wurden 1972 von Gian Casty gestaltet. Es sind im Chor die beiden Fenster Der gute Hirte und der Weinstock, im Schiff drei weisse Fenster und im Oculus – teilweise verdeckt durch die Orgel – ein Rundfenster.
Aus Dankbarkeit für den Mut Scuoler Frauen in der Zeit der Bündner Wirren, als sie sich 1622 habsburgischen Truppen unter General Alois Baldiron widersetzten, dürfen bis zum heutigen Tag die Frauen auf der rechten (und damit auf der Ehrenseite) der Kirche sitzen.

## Kirchliche Organisation
Scuol trat 1530 unter Caspar Dietegen a Porta zum evangelischen Glauben über. Innerhalb der evangelisch-reformierten Landeskirche Graubünden gehört Scuol zur Kirchgemeinde Scuol/Tarasp.

## Galerie

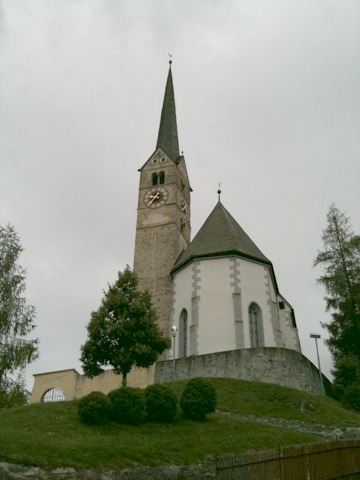
Blick von unten
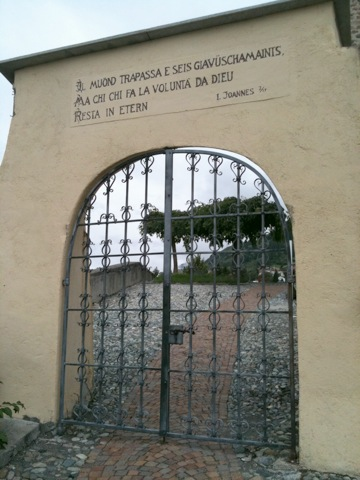
Eingangstor beim Aufstieg zur Kirche
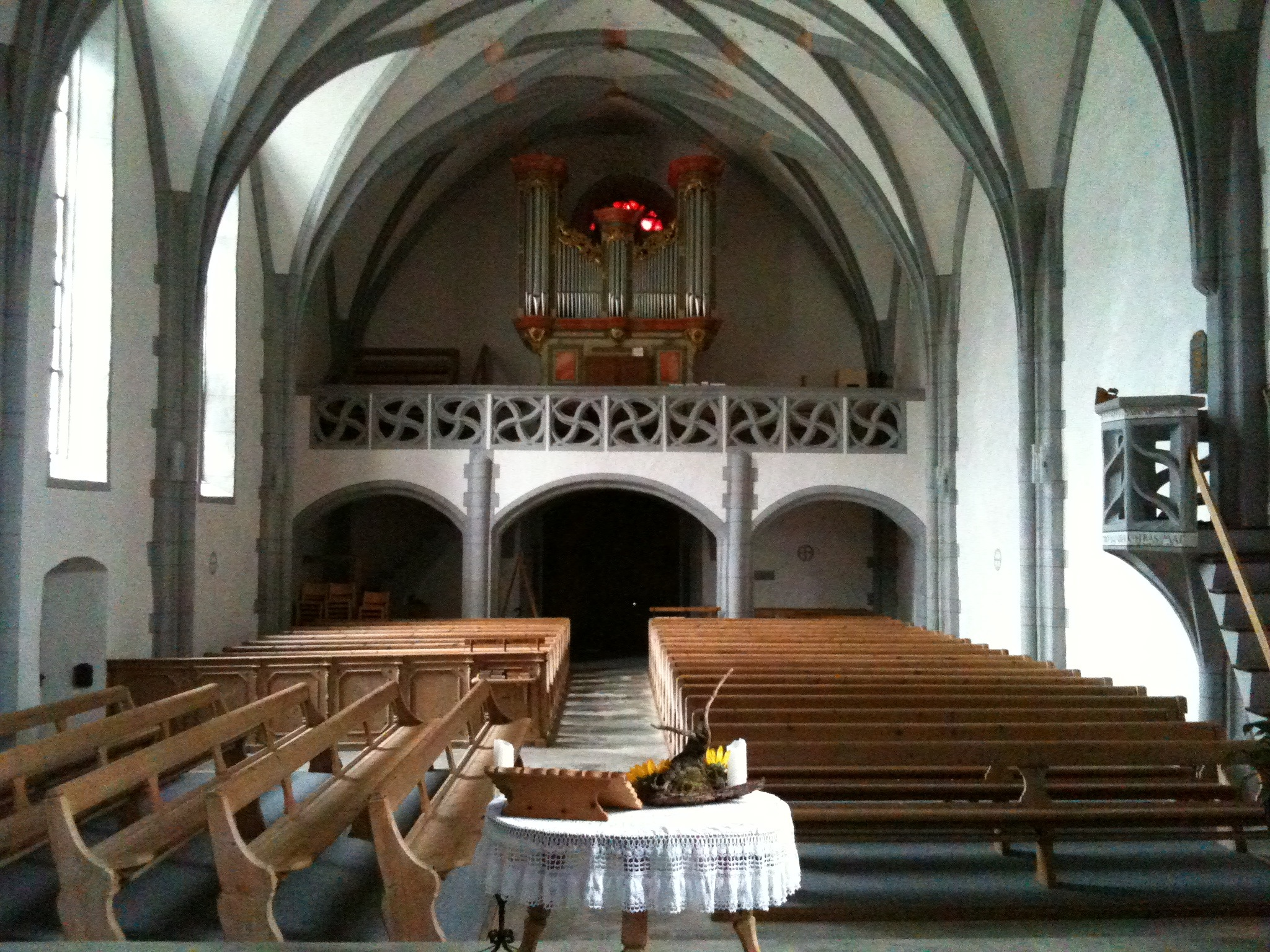
Blick aus dem Chor in das Schiff
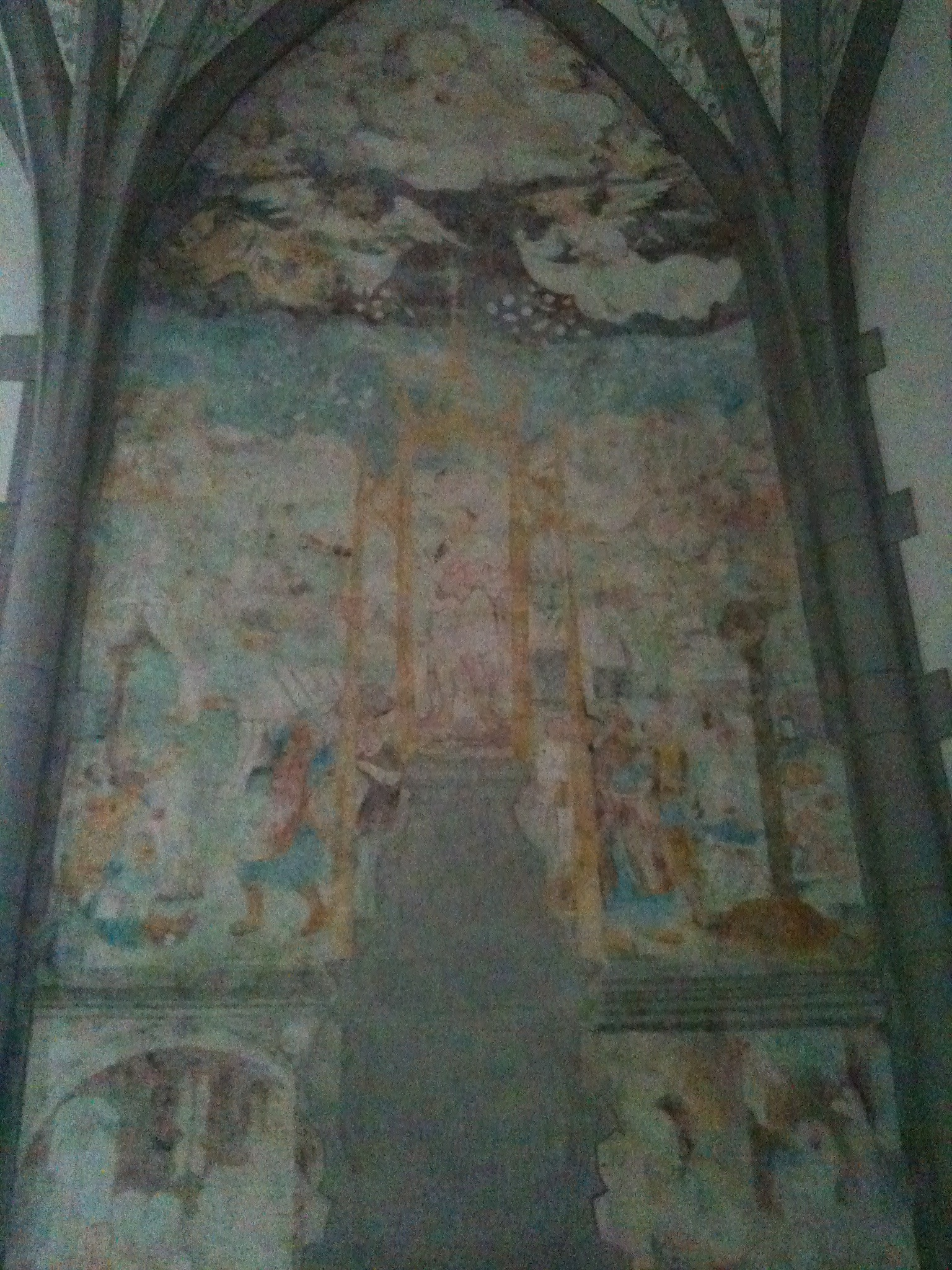
Wandgemälde
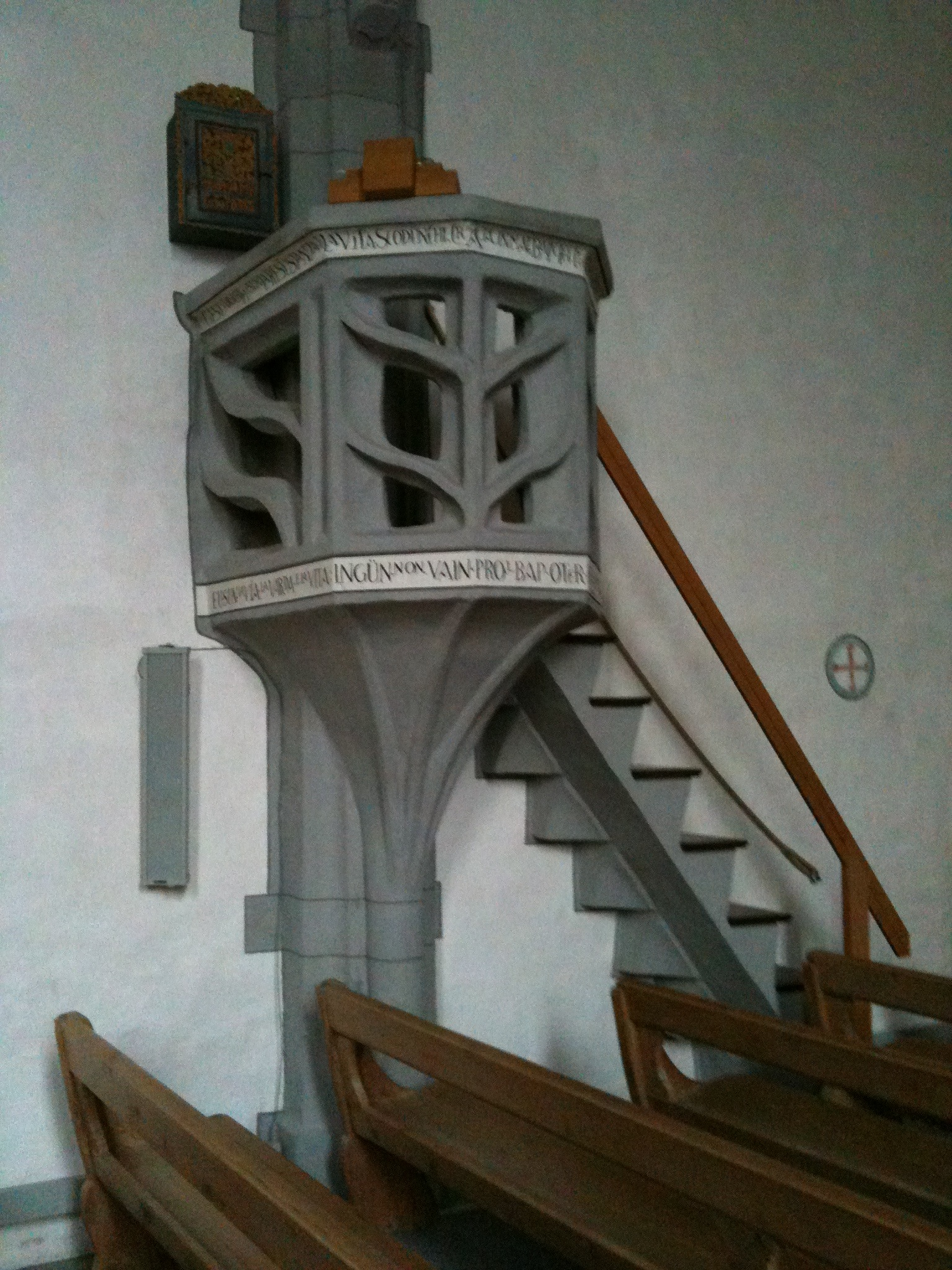
Kanzel
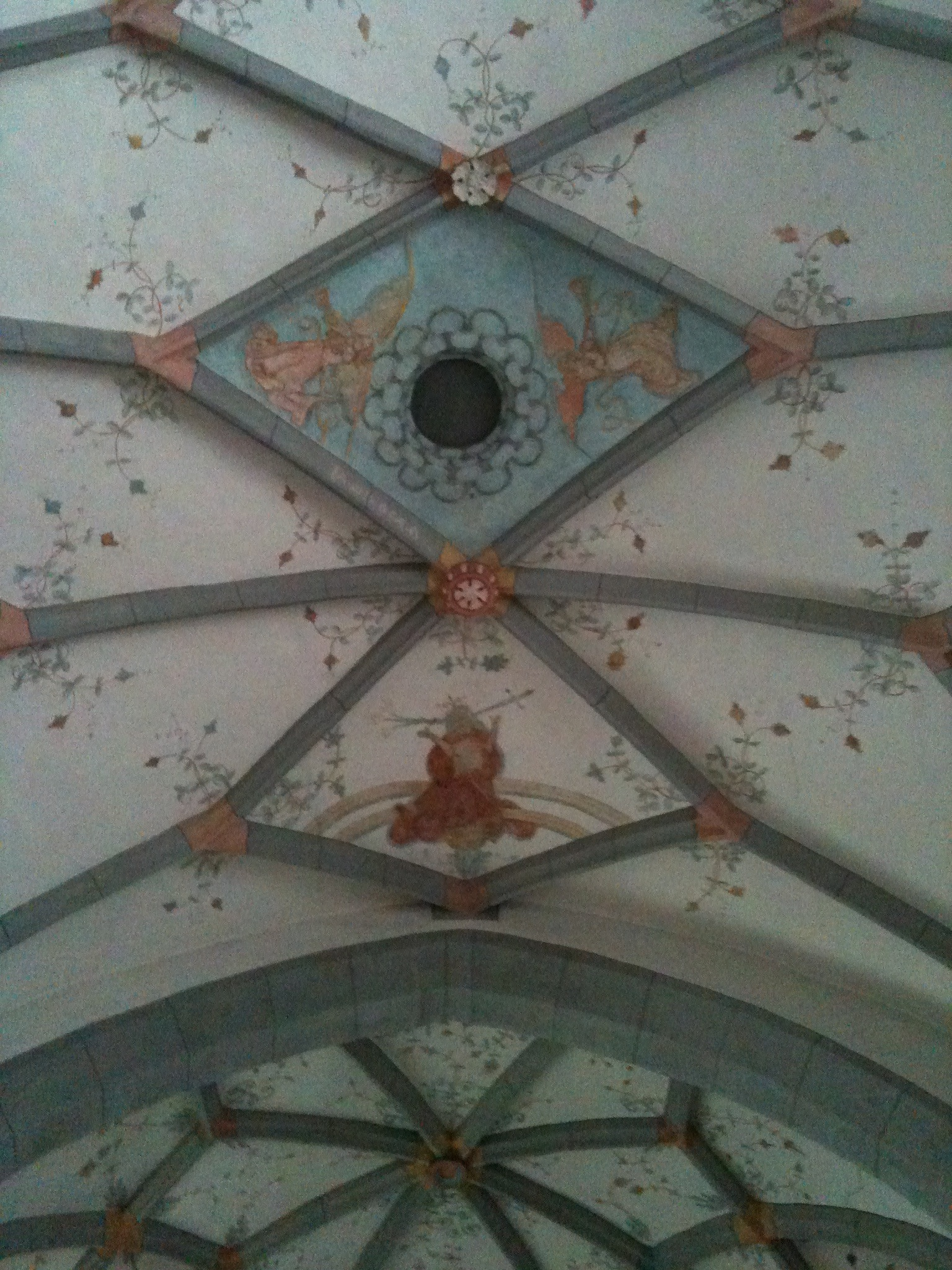
Deckengewölbe
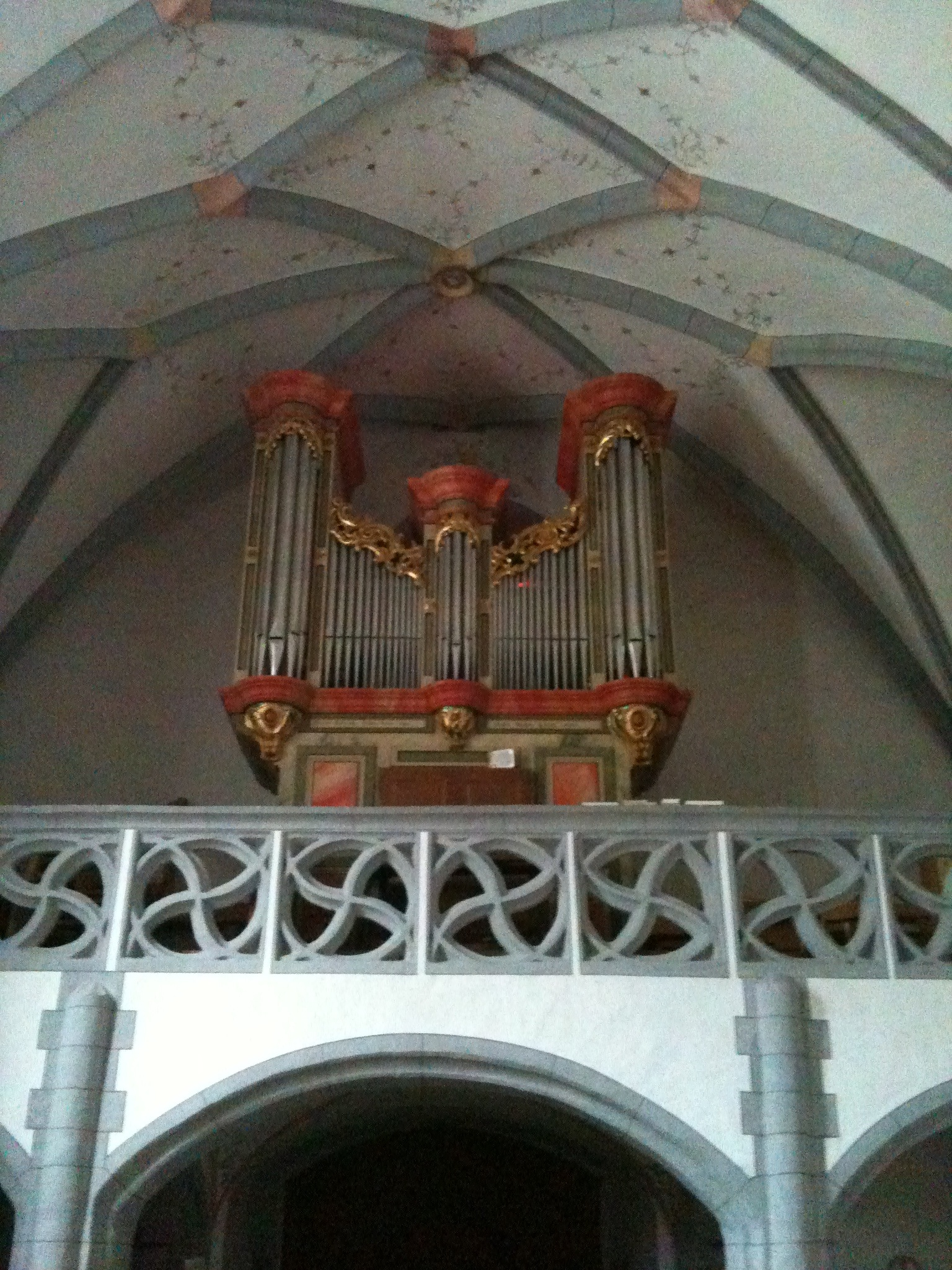
Orgel
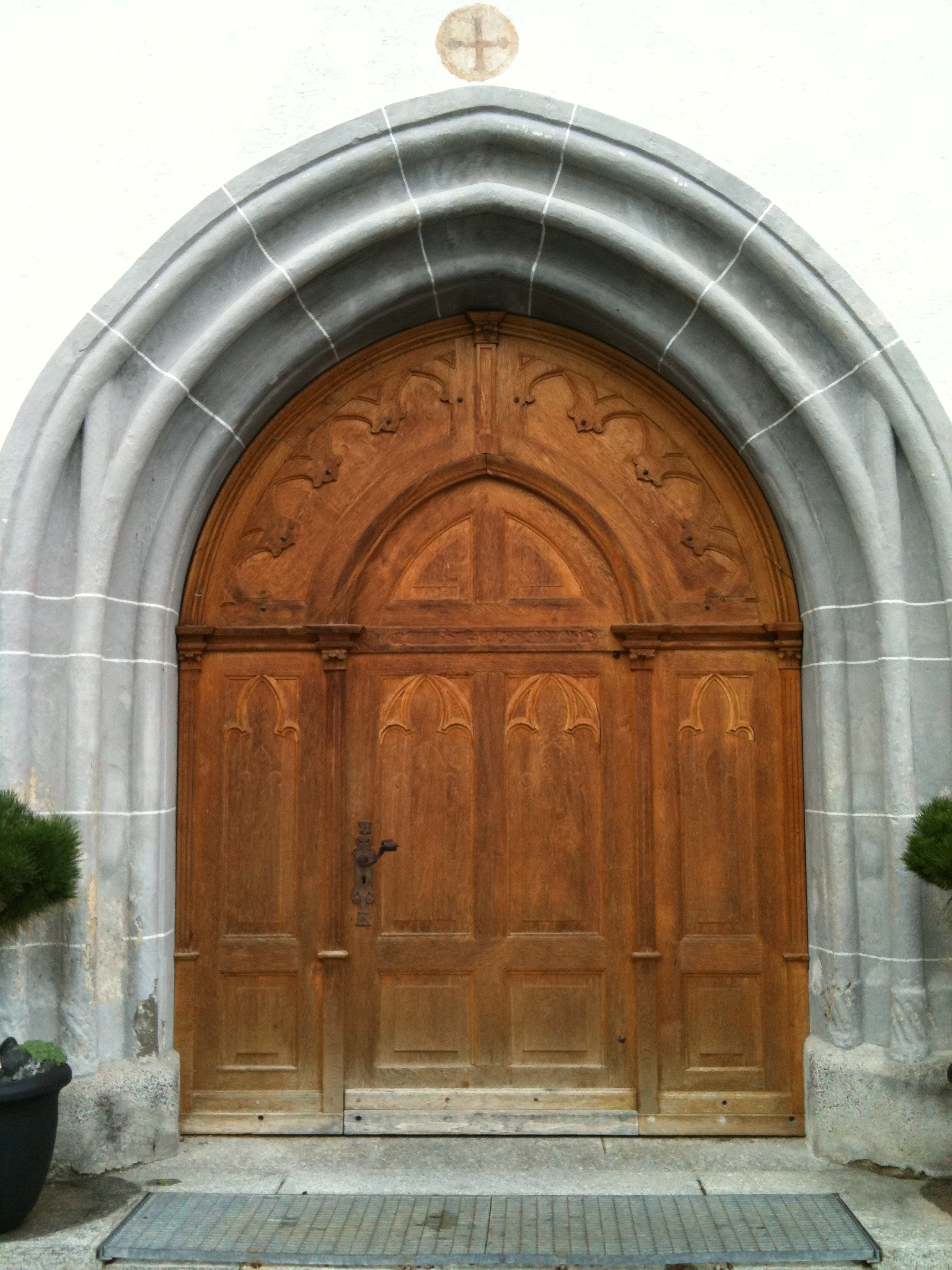
Portal